# Râul Tismana
Râul Tismana este un curs de apă, afluent al râului Jiu. Zona de nord a râului Tismana, pe lângă afluenții mai mari, are câteva pâraie mai mici dar importante din punct de vedere al patrimoniului cultural al poporului român. Porțiunea de râu la nord de mânăstire, cuprinzând mai multe mici cascade, pe o porțiune de circa patru kilometri, se numea în vechime râul Dorna și era locul preferat pentru plimbări al poetului George Coșbuc, care-și petrecea vara la Vila Sfetea (actualmente Vila Ursu).

## Afluenții cei mai importanți
Dintre afluenții râului Tismana se menționează în special Gurnia, Furnia, Chihaia și Orlea

### Utilizarea apei râului Tismana
Debitul râului Tismana este utilizat pentru răcirea termocentralei de la Rovinari. 
Împreună, râurile Cerna, Motru și Bistrița, resursele de apă ale Tismanei sunt utilizate în scopuri hidroenergetice în cadrul Complexului hidroenergetic Cerna-Motru-Tismana. 

Harta bazinului Tismana în zona oraşului Tismana

## Hărți
- Harta munții Vâlcan  Arhivat în 15 iunie 2011, la Wayback Machine.